# 을종하사관
육군 을종하사관(陸軍 乙種下士官)은 과거에 존재했던 대한민국 국군의 중요 간부 과정 중 하나이다. 간부요원의 수요가 증가하자 단기사관의 형태로 간부요원을 훈련시켜서 각 부대에 투입하기 위해 만든 제도로써 갑종장교와 동시에 창설되었으며 동일한 과정의 훈련을 거쳐 임관하였다. 다만 같은 훈련을 받았어도 고등학교 졸업 이하의 학력을 가진 경우는 을종이라 하여 부사관으로 임관시킨 반면 고졸 이상의 학력을 가진 사람은 갑종이라 하여 갑종장교로 임용하였다.
을종하사관이 임관한 계급은 일등중사였다.

## 개요
을종간부 후보생 과정은 1950년 1월 갑종장교와 동시에 육군 보병학교에 설치되었으나 1968년 육군 3사관학교의 개교로 인하여 1969년에 갑종장교 제도가 폐지되면서 같이폐지되었다.

## 같이 보기
- 갑종장교